# Ana Loforte
Ana Maria Juliana Loforte (Moçambique, c. 1953) é uma antropóloga, historiadora e destacada ativista feminista moçambicana. É uma das principais investigadoras de antropologia e género de África.
Foi uma das responsáveis pelo estabelecimento dos cursos das ciências sociais na  Universidade Eduardo Mondlane.

## Biografia
Graduada na primeira turma de história da Universidade Eduardo Mondlane (UEM), ainda recém-formada, foi convidada por Aquino de Bragança, em 1975, para estabelecer os cursos das ciências sociais da referida universidade, que na altura ainda era efémera.
Por recomendação de Aquino, afiliou-se à área de investigações em antropologia na UEM, sendo uma das suas coordenadoras desde o início. Trabalhou na reorganização do Centro de Estudos Africanos da UEM quando Ruth First assumiu a coordenação da área de investigações nesta universidade.
Ainda na década de 1980 iniciou o seu mestrado nos estudos de desenvolvimento da Universidade de Dar es Salaam.
Em 1996 concluiu seu doutoramento em antropologia pelo Instituto Superior de Ciências do Trabalho e da Empresa (atual ISCTE - Instituto Universitário de Lisboa).
Desde a década de 1990 tem se destacado como uma das mais atuantes ativistas e intelectuais feministas da África Austral.
Em 2011, depois de trinta e seis anos, desfilia-se (jubila-se) da carreia académica na UEM, para dedicar-se integralmente ao posto de presidente da organização não governamental internacional Women and Law in Southern Africa Research and Education Trust (WLSA), que havia assumido em 2008. A WLSA investiga sobre a situação dos direitos das mulheres, definindo-se como uma organização feminista.

## Obras
Loforte é autora de diversas obras, artigos e tratados de antropologia e etnicidade sobre Moçambique e sobre a África Austral, entre elas:
- Migrantes e sua relação com o meio rural. Editora da Universidade Eduardo Mondlane, 1987.
- O estatuto da mulher em Moçambique. Editora da Universidade Eduardo Mondlane, 1988.
- A Persistência dos Valores Tradicionais nas Comunidades Urbanas e a Etnicidade. Editora da Universidade Eduardo Mondlane, 1989.
- Um perfil das crianças de rua em Moçambique. Editora Globo, 1989.
- As Ciências Sociais em Moçambique. Editora da Universidade Eduardo Mondlane, 1993.
- Mulher, tradição e modernidade. Edições Conflito e Mestiçagem, 2000.
- Género e Poder entre os Tsonga de Moçambique. Edições Ela por Ela, 2003.
- Mulher, poder e tradição em Moçambique. Editora Outras Vozes, 2003.
- Algumas Reflexões Sobre Formas de Deslegitimação da Violência Contra Mulher em Moçambique. Editora da Universidade Eduardo Mondlane, 2011.
- A produção da identidade étnica no meio urbano. Editora da Universidade do Porto, 2011.